# BSG Fortschritt Weißenfels

Logo der BSG Fortschritt Weissenfels

Die BSG Fortschritt Weißenfels (zwischenzeitlich auch SC Fortschritt Weißenfels) war eine Betriebssportgemeinschaft beziehungsweise ein Sportclub in der Stadt Weißenfels. Der Sportverein war in erster Linie durch die Sektionen Handball und Fußball bekannt. Historische Namen des Sportvereins waren SG Weißenfels-Süd, ZSG Schuhmetro Weißenfels und BSG Schuhmetro Weißenfels.

## Geschichte

Logo des SC Fortschritt Weissenfels

1946 wurde die Sportgemeinschaft Weißenfels-Süd gegründet. Im Rahmen der Bildung von Betriebssportgemeinschaften ging die SG Weißenfels-Süd 1948/49 in der Zentralen Sportgemeinschaft Schuhmetro Weißenfels auf. Trägerbetrieb war der VEB Schuhfabrik „Banner des Friedens“. Wenig später wurden die ZSG zur BSG. Die Betriebssportgemeinschaften der DDR wurden schließlich entsprechend ihrer Industriezweige in  Sportvereinigungen zusammengefasst. Die für die Textil- und Bekleidungsindustrie gebildete Sportvereinigung war die SV Fortschritt. So wurde der Sportverein am 1. April 1951 in BSG Fortschritt Weißenfels umbenannt.
Am 21. Dezember 1954 wurde die BSG Fortschritt Weißenfels zu einem Sportclub, dem SC Fortschritt Weißenfels, erhoben. Der SC Fortschritt Weißenfels bestand bis 1961. In diesem Jahr wurden die Sportklubs neu strukturiert und Weißenfels wieder zur BSG abgewertet.
1990, nach der Wende in der DDR, wurden die Betriebssportgemeinschaften aufgelöst. Direkter Nachfolger der BSG Fortschritt Weißenfels war der Sportclub Weißenfels 1861.

## Handball
Erfolgreichste Sektion der BSG Fortschritt Weißenfels war der Handball. Insgesamt konnte der Sportverein im Handball sechzehn Meisterschaften und einen Pokalwettbewerb gewinnen.

### Herren
Bereits unmittelbar nach dem Krieg war Weißenfels ein Spitzenteam im Feldhandball. 1948 gewann die ZSG Schuhmetro Weißenfels zunächst die Landesmeisterschaft Sachsen-Anhalt im Finale gegen die SG Magdeburg-Neue Neustadt knapp mit 7:6 nach Verlängerung, wodurch man sich für die Ostzonenmeisterschaft qualifizierte. Nachdem man im Halbfinale die SG Leipzig-Eutritzsch 11:7 schlagen konnten, erreichte man das Endspiel um die Meisterschaft. Das Finale gegen die SG Rostock-West am 4. Juli 1948 im Leipziger Probstheidaer Stadion, dem späteren Bruno-Plache-Stadion, war Teil einer Doppelveranstaltung, da am selben Tag auch das Endspiel um die Fußballmeisterschaft zwischen der SG Planitz und der SG Freiimfelde Halle ausgetragen wurde. Vor 40.000 Zuschauern gewann Weißenfels sein Spiel klar mit 12:7 und holte so den ersten Titel.
Durch einen zweiten Platz in der zweitklassigen Feldhandball-Liga in der Saison 1951/52 gelang der BSG Fortschritt Weißenfels der Aufstieg in die Oberliga. In dieser konnte sich der Verein zwei Spielzeiten halten, ehe der Abstieg folgte. Der Wiederaufstieg gelang 1956 und abermals hielt Weißenfels zwei Spielzeiten die Klasse, bevor man wieder absteigen musste. Bis 1966 konnte man die Liga halten, dann stieg der Verein in die Drittklassigkeit ab.

### Damen
Die Handballdamen des Sportvereins machten in der zweiten Hälfte der 1950er Jahre Fortschritt Weißenfels zum erfolgreichsten Handballverein der DDR. So gewann man alleine sechsmal den Meistertitel im Hallenhandball und neunmal im Feldhandball. Die Damen von Fortschritt Weißenfels waren lange Jahre Rekordmeister.
Das erste Mal in einem Endspiel um die Meisterschaft in Damenhandball standen Frauen der BSG am 15. Juli 1951 in Magdeburg. Gegen die BSG Stahl West Leipzig verloren die Weißenfelserinnen das Finale im Feldhandball 5:3. Ihren ersten Titel feierte der im Laufe der Spielzeit umbenannte SC Fortschritt Weißenfels 1954, als man erstmals DDR-Meister im Feldhandball wurde. 1955 konnten erstmals beide Titel, die Meisterschaft im Feldhandball und im Hallenhandball, gewonnen werden. In der Endrunde im Hallenhandball setzte sich der SC Fortschritt gegen die BSG Lokomotive Rangsdorf und gegen den SC DHfK Leipzig durch. Im Finale im Feldhandball am 17. Juli 1955 in Karl-Marx-Stadt siegte der SC Fortschritt Weißenfels 5:2 gegen die BSG Fortschritt Oberlungwitz. Weiterhin gewann der Sportclub den in diesem Jahr einmalig ausgetragenen Pokal im Feldhandball, sodass das Jahr 1955 mit drei offiziellen Titeln das erfolgreichste des Vereins sein sollte. Bekannteste Spielerin war Inge Schanding, Rekordspielerin und -torschützin der DDR im Feldhandball mit 21 Einsätzen und 43 Toren.
Nachdem der SC Fortschritt in der Saison darauf die Meisterschaft sowohl im Feld- als auch im Hallenhandball jeweils als Zweiter beendet hatte, avancierte er in den nächsten Jahren in beiden Bereichen zum Serienmeister: In der Feldhandballliga gewannen die dominanten Weißenfelserinnen von 1957 bis 1963 sieben Meisterschaften in Folge. Das Finale am 30. September 1961 gegen den SC Rotation Berlin (7:3) verfolgten im Dresdener Heinz-Steyer-Stadion 12.000 Zuschauer. Im Hallenhandball wurde der Verein zudem fünfmal Meister: 1958, 1959 und 1962 bis 1964 (damit letzter Meister vor der Einführung der Oberliga). Obwohl der Verein in der Folgezeit noch einige gute Platzierungen erzielen konnte, war ein deutlicher Abwärtstrend zu erkennen. Ein erster Tiefpunkt wurde in der Saison 1972/73 erreicht, als man mit nur einem Sieg auf dem vorletzten Tabellenplatz der Oberliga landete und absteigen musste. Aus der Liga, der zweithöchsten Spielklasse stieg man mehrfach in die Bezirksliga ab.

### Erfolge
- Ostzonenmeisterschaften der Herren:
  - im Feldhandball 1948
- DDR-Meisterschaften der Damen:
  - im Feldhandball 1954, 1955, 1957, 1958, 1959, 1960, 1961, 1962, 1963
  - im Hallenhandball 1955, 1958, 1959, 1962, 1963, 1964
- Pokalsiege:
  - im Feldhandball 1955

Ewige Tabelle der Hallenhandball-DDR-Liga Frauen 1954–1964
- Rang 1

Ewige Tabelle der DDR-Oberliga Frauen 1964–1991
- Rang 10

## Fußball

### Geschichte

#### Vor 1945
Die Anfänge des Weißenfelser Fußballs gehen auf den Weißenfelser FC Preußen 1900 zurück. Aus ihm entstand 1920 durch eine Fusion mit dem TV Lion Weißenfels die Turn- und Rasensportvereinigung 1861 Weißenfels. Sie spielten ab 1929 in einem Fußballstadion, das aus einer seit 1926 bestehenden Rennbahn umgebaut worden war und 20.000 Zuschauer fasste. Die TuRV Weißenfels erreichte 1926 die Vorrunde der Mitteldeutschen Meisterschaft.

#### 1945 bis 1960
Nach Wiederaufnahme des geregelten Sportverkehrs, der zuerst nur auf Kreisebene gestattet wurde, spielte die Fußballmannschaft der SG Weißenfels-Süd in der Kreisliga, ab 1948 in der Landesklasse Sachsen-Anhalt. Die Fußballmannschaft der Betriebssportgemeinschaft hatte 1950 den dritten Platz in der Landesklasse erkämpft und sich damit für die zweitklassige DDR-Liga qualifiziert. Dort spielte sie von Anfang an eine gute Rolle und belegte in den folgenden vier Spielzeiten zweite bis vierte Plätze. Am 14. Juni 1953 wurde Alfred Reinhardt als halbrechter Stürmer in der DDR-Nationalmannschaft eingesetzt, die in Dresden ein 0:0 gegen Bulgarien erzielte. Reinhardt blieb Weißenfels’ einziger Fußballnationalspieler. Mit Beginn des Spieljahres 1954/55 übernahm Werner Pytlick das Training der Weißenfelser. Pytlick, der aus Duisburg-Meiderich kam und beim Meidericher SV in der westdeutschen Oberliga gespielt hatte, verschärfte das Training und am Ende der Saison hatte die Mannschaft den ersten Platz in der Liga-Staffel 2 und den damit verbundenen Aufstieg in die DDR-Oberliga errungen. Im Laufe der Saison war die Sportgemeinschaft im Zuge der Sportklubbildung im DDR-Sport als Schwerpunktklub der Sportvereinigung Fortschritt am 21. Dezember 1954 als SC Fortschritt aufgewertet worden. Da 1955 der Fußballspielbetrieb auf das Kalenderjahr umgestellt wurde, musste der SC im Herbst des Jahres die bedeutungslose Übergangsrunde absolvieren, in der er den 7. Platz belegte. Obwohl Trainer Pytlick aus Unmut über die politische Gängelung Anfang 1956 den Klub wieder verließ, konnten sich die Weißenfelser in den folgenden Spielzeiten in der obersten Liga behaupten und erreichten in der Saison 1959 mit Platz 6 ihr bestes Ergebnis. Ihre Form in diesem Jahr bewiesen sie auch mit dem Vordringen bis in das Viertelfinale des DDR-Pokals (FDGB-Pokal). Nachdem man im Achtelfinale beim Vorjahreszweiten SC Motor Jena mit 4:2 gewonnen hatte, war erst nach einem 0:1 gegen die BSG Motor Zwickau Schluss. In das inzwischen in „Otto-Müller-Kampfbahn“ umgetaufte Stadion kamen durchschnittlich 8.000, in Spitzenspielen bis zu 15.000 Zuschauer.
| Stammelf 1959          | Stammelf 1959 | Stammelf 1959     | Stammelf 1959 | Stammelf 1959              |
| Name                   | Alter         | Position          | Saisonspiele  | späterer Werdegang         |
| ---------------------- | ------------- | ----------------- | ------------- | -------------------------- |
| Hans-Günther Tuszynski | 23            | Tor               | 22            | 1961 BSG Motor Zwickau     |
| Dieter Gänkler         | 23            | Rechtsverteidiger | 26            |                            |
| Dieter Stricksner      | 21            | Stopper           | 24            | 1961 SC Motor Jena         |
| Harry Wiesemann        | 32            | Linksverteidiger  | 26            | 1960 Karriereende          |
| Heinz Elzemann         | 25            | Rechter Läufer    | 26            | 1960 Karriereende          |
| Wolfgang Blatt         | 26            | Linker Läufer     | 19            |                            |
| Alfred Reinhardt       | 31            | Rechtsaußen       | 17            | 1962 Karriereende          |
| Hans Ackermann         | 30            | Halbrechts        | 26            | 1961 BSG Chemie Zeitz      |
| Eberhard Dallagrazia   | 22            | Mittelstürmer     | 25            | 1961 SC Lokomotive Leipzig |
| Horst Meyer            | 26            | Halblinks         | 24            |                            |
| Heinz Degenkolbe       | 21            | Linksaußen        | 26            |                            |

#### 1960 bis 1989
Überraschend folgte 1960 der Niedergang: Sieglos, aber mit hohen Niederlagen (0:7 gegen den SC Empor Rostock und 1:7 gegen den SC Dynamo Berlin) landete Fortschritt am Ende der Saison auf dem letzten Tabellenplatz. Auch in der DDR-Liga-Saison 1961/62 wurden die Weißenfelser bis zum vorletzten Tabellenplatz durchgereicht, entgingen aber dem erneuten Abstieg, da die zweithöchste Spielklasse von einer auf zwei Staffeln erweitert wurde. 1961 wurde der Sportclub zur Betriebssportgemeinschaft zurückgestuft. Zwei Jahre lang konnte sich Weißenfels im Mittelfeld der DDR-Liga halten, bis 1966 mit dem letzten Tabellenplatz der Abstieg folgte. Zwar konnte die Mannschaft nach einem Jahr in der Bezirksliga Halle wieder aufsteigen, musste nach nur einer Spielzeit aber direkt wieder absteigen. 1978 und 1983 gelang noch zweimal der mit der Meisterschaft in der Bezirksliga Halle verbundene Aufstieg in die mittlerweile in fünf Staffeln spielende DDR-Liga, doch wurde der Klassenerhalt jeweils verpasst; 1984 musste Weißenfels absteigen, da die DDR-Liga von fünf auf zwei Staffeln reorganisiert wurde.

#### Nach 1989
Nach dem Ende der DDR und der Auflösung der Sportvereinigungen und Betriebssportgemeinschaften wurde der neue Verein Sportclub Weißenfels 1861 gegründet. Dessen 1. Fußballmannschaft wurde mit Beginn der Spielzeit 1990/91 in die Landesliga Sachsen-Anhalt (5. Liga) eingestuft. Als der Sportclub 1992 in finanzielle Schwierigkeiten geriet, gliederte sich die Fußballabteilung als eigenständiger 1. FC Weißenfels aus dem Gesamtverein aus. Bis auf die Saison 1998/99 konnte sich der 1. FC in der Landesliga halten, musste aber im Sommer 2007 ein zweites Mal in die Landesklasse absteigen. 2013 gelang der Wiederaufstieg in die nunmehr siebtklassige Landesliga. Im Sommer 2018 gab es einen Zusammenschluss des 1. FC und des SC UM Weißenfels zum SSC Weißenfels. Nach einer Saison in der Landesliga Süd, in der man die Meisterschaft gewann, stieg der neue Verein in die Fußball-Verbandsliga Sachsen-Anhalt auf. Hier etablierten sich die Weißenfelser schnell und wurden in den Saisons 2021/2022, 2022/2023, 2023/2024 und 2024/2025 jeweils Vizemeister.

### Ligastatistik
- 1946–1948 Kreisliga Weißenfels
- 1948–1950 Landesklasse Sachsen-Anhalt
- 1950–1955 1. DDR-Liga
- 1955–1960 DDR-Oberliga
- 1961–1966 DDR-Liga
- 1966/67 Bezirksliga Halle
- 1967/68 DDR-Liga
- 1968–1978 Bezirksliga Halle
- 1978/79 DDR-Liga
- 1979–1983 Bezirksliga Halle
- 1983/84 DDR-Liga
- 1984–1990 Bezirksliga Halle

Ewige Tabelle der DDR-Oberliga: Rang 26
Ewige Tabelle der DDR-Liga: Rang 39

### Erfolge und Titel
- DDR-Oberliga 1955–1960
- Viertelfinalist im FDGB-Pokal 1959
- Bezirks-Pokalsieger 1975, 1980

### Bekannte Spieler
- Uwe Machold
- Rolf-Dieter Kahnt